# Microdytes schoenmanni
Microdytes schoenmanni är en skalbaggsart som beskrevs av Wewalka 1997. Microdytes schoenmanni ingår i släktet Microdytes och familjen dykare. Inga underarter finns listade i Catalogue of Life.